# Silke Knoll
Pour les articles homonymes, voir Knoll (homonymie).
Silke Knoll (née le 21 février 1967 à Rottweil) est une ancienne athlète allemande spécialiste du 200 mètres. 

## Palmarès

### Championnats du monde d'athlétisme
- Championnats du monde d'athlétisme 1995 à Göteborg,  Suède
  -  Médaille de bronze du relais 4 × 100 m

### Championnats d'Europe d'athlétisme
- Championnats d'Europe d'athlétisme 1990 à Split,  Yougoslavie
  -  Médaille d'argent du relais 4 × 100 m
- Championnats d'Europe d'athlétisme 1994 à Helsinki,  Finlande
  -  Médaille d'or du relais 4 × 100 m

### Championnats d'Europe d'athlétisme en salle
- Championnats d'Europe d'athlétisme en salle 1988 à Budapest,  Hongrie
  -  Médaille de bronze sur 200 m
- Championnats d'Europe d'athlétisme en salle 1994 à Paris,  France
  -  Médaille d'argent sur 200 m